# Verdrag van Warschau (1929)
Het Verdrag van Warschau is een verdrag tot het brengen van eenheid in enige bepalingen inzake het internationale luchtvervoer (Warschau, 12 oktober 1929).
Het verdrag trad voor Nederland in werking op 29 september 1933 en voor België op 11 oktober 1936. Nagenoeg alle luchtvarende naties ter wereld hebben het verdrag geratificeerd of zijn daartoe toegetreden.
Het verdrag regelt de aansprakelijkheid van de vervoerder bij internationaal luchtvervoer.
Het verdrag ziet toe op het internationale privaatluchtrecht en regelt zowel de aansprakelijkheid voor vervoer van personen als voor vervoer van goederen. Het verdrag van Warschau werd gewijzigd door het Protocol van Den Haag 1955, het Aanvullend Verdrag van Guadalajara 1961 en Montréal Protocollen 1, 2 en 4 1975. Bovendien zijn in aanvulling op het Verdrag diverse overeenkomsten gesloten tussen luchtvaartmaatschappijen en overheden om de aansprakelijkheidslimieten voor dood en letsel van de passagier te verhogen en kwamen daartoe verschillende Europese verordeningen tot stand.
Het Verdrag van Warschau, aangevuld en gewijzigd door Verdrag en Protocollen, diverse privaatrechtelijke overeenkomsten en Europese Verordeningen staat bekend als het 'Warschau systeem' of 'Warschau regime'.
Het Warschau systeem is vervangen door het in 1999 tot stand gekomen Verdrag van Montréal. Dit verdrag is voor België en ook Nederland in werking getreden op 28 juni 2004.